# Balance ton post !
Balance ton post ! est une émission de télévision française diffusée sur C8, animée par Cyril Hanouna en direct le jeudi vers 21 h. Elle est d'abord diffusée tous les vendredis en deuxième partie de soirée entre le 21 septembre 2018 et le 8 mars 2019 avant de basculer le jeudi en deuxième partie de soirée à partir du 14 mars 2019 puis placée à l’antenne chaque soir à 17 h 45 à la rentrée 2020 entre le mardi 1er septembre 2020 et le mardi 8 septembre 2020. Faute d'audience, elle retrouve sa case du jeudi soir en prime à 21 h 15 puis en deuxième partie de soirée depuis le 10 septembre 2020.
Elle est quelquefois diffusée en première partie de soirée.
En juin 2022, Cyril Hanouna annonce l'arrêt de l'émission[réf. nécessaire].

## Concept

### Présentation
Chaque jeudi, Cyril Hanouna commente les informations de la semaine qui ont fait scandale autour de diverses rubriques. L'émission est rythmée par des reportages, des séquences et des débats menés par une bande éclectique comprenant plusieurs professionnels des médias : de journalistes à chroniqueurs de télévision (certains issus de Touche pas à mon poste !) en passant par des animateurs de radio et des artistes. Au total, l'équipe comporte quinze participants. L'émission se veut plus sérieuse que Touche pas à mon poste ! (émission de Cyril Hanouna sur les médias).
Les débats sont animés par des intervenants venant défendre leurs causes et leurs idées face à un contradicteur. L'émission étant diffusée en direct, les téléspectateurs ont la possibilité, à la fin du débat, de voter via les réseaux sociaux pour la personne par qui ils ont été convaincus. Dans cette émission, le public tient une place importante[réf. souhaitée]. Lors de la première émission le 21 septembre 2018, parmi les invités anonymes, un activiste-végan était opposé à un boucher et débattait sur le sujet des boucheries vandalisées par des antispécistes. Les chroniqueurs devaient ensuite donner leur avis. L'émission a pour but également d'accueillir un invité ayant fait l'actualité de la semaine.
Lors des premières émissions, le débat télévisé comportait une rubrique autour des débats nommé le « match de la semaine » : deux chroniqueurs, en désaccord sur un sujet, s'affrontaient avec arguments, tour à tour, chacun devant convaincre les chroniqueurs et le public en seulement 30 secondes. Le gagnant remportait un trophée. Cette rubrique a été supprimée pour laisser davantage place aux débats autour de la table[réf. souhaitée] avec l'ensemble des chroniqueurs en compagnie d'intervenants.
À compter du 28 septembre 2018, l'émission est scindée en deux parties : Balance ton post ! de 22 h 40 à 23 h 55 suivie de Balance ton post ! Ça continue de 23 h 55 à 1 h 50.
Le 25 janvier 2019, un format exceptionnel est proposé aux téléspectateurs en pleine crise des Gilets Jaunes. Une émission spéciale pour le grand débat national est coprésentée par Cyril Hanouna et Marlène Schiappa. Cette émission, critiquée avant sa diffusion par des Français qui estiment qu'une ministre n'a pas à participer à ce genre de talk-show, remporte de larges records d'audiences avec plus d'un million de téléspectateurs.
Dès le 14 mars 2019, l'émission bascule le jeudi soir à 22 h 30, Cyril Hanouna reconnaissant ne pas vouloir subir la concurrence de Koh-Lanta, dont la vingtième saison est alors diffusée le vendredi soir sur TF1.
L'émission est de retour le 12 septembre 2019 avec une programmation hebdomadaire qui restera le jeudi mais avec un horaire plus tôt que la saison passée, à partir de 21 h 50 juste après TPMP XXL toujours sur C8[pertinence contestée]. Raquel Garrido et Laurence Saillet sont annoncées pour rejoindre la bande de Balance ton post !
Dans une interview donnée au parisien en Mai 2022 , Cyril Hanouna annonce l’arrêt définitif de l’émission.

### Titre
Le titre de l'émission, jeu de mots sur le hashtag BalanceTonPorc, fut d'abord le titre envisagé pour une émission sur les médias présentée par Bertrand Chameroy, ancien chroniqueur de Touche pas à mon poste !. Cyril Hanouna avait publiquement exprimé ses réticences devant un titre et un concept jugés trop proches de Touche pas à mon poste !. Finalement, Bertrand Chameroy a (brièvement) réintégré l'équipe des chroniqueurs de TPMP et Cyril Hanouna a récupéré le titre Balance ton post ! pour sa propre émission. Ironiquement, Bertrand Chameroy devait initialement faire partie des chroniqueurs de Balance ton post !, mais il a renoncé peu avant le premier numéro.

## Éditorialistes

### Équipe (2020 à 2022)
- Éric Naulleau, essayiste et critique littéraire (depuis la saison 1)
- Karim Zéribi, homme d'affaires et ancien homme politique (depuis la saison 1)
- Bernard Laporte, président de la Fédération française de rugby et ancien secrétaire d'État (depuis la saison 1)
- Raquel Garrido, avocate et femme politique (depuis la saison 2)
- Laurence Sailliet, ancienne femme politique (depuis la saison 2)
- Yann Moix, auteur et essayiste (depuis la saison 2)
- Rokhaya Diallo, militante et journaliste (depuis la saison 3)
- Geoffroy Lejeune, directeur de Valeurs actuelles (depuis la saison 3)
- Gaspard Gantzer, haut fonctionnaire et homme politique (depuis la saison 3)
- Bruno Pomart, homme politique et retraité de la police (depuis la saison 3)
- Malek Délégué, communicant en politique (depuis la saison 3)
- Jérôme Rodrigues, figure du mouvement des Gilets jaunes (depuis la saison 3)

### Anciens membres (2018-2020)
- Christine Kelly, journaliste et ancienne membre du CSA (saison 1 à 3)
- Agathe Auproux, influenceuse et chroniqueuse (saison 1 à 3)
- Olivier Garrigues, travailleur agricole membre des Gilets jaunes (saison 3)
- Raymond Aabou, chauffeur-livreur et chroniqueur (saison 2)
- Rose Ameziane, cheffe d'entreprise (saison 2)
- Albert Batihe, chef d'entreprise (saison 1)
- André Bercoff, journaliste et auteur (saison 1)
- Doc Gynéco, auteur-compositeur-interprète (saison 1)
- Sandra Le Grand, conférencière et autrice (saison 1)
- Géraldine Maillet, réalisatrice et autrice (saisons 1 et 2)
- Mehdi Maïzi, journaliste spécialiste rap (saison 1)
- Jimmy Mohamed, médecin urgentiste et chroniqueur (saisons 1 et 2)
- Julien Pasquet, journaliste à CNews (saison 1)
- Ramous, vidéaste et humoriste (saison 1)
- Éric Revel, ancien directeur de LCI et France Bleu (saisons 1 et 2)
- Hapsatou Sy, femme d'affaires, chroniqueuse et autrice (saison 1)
- Thibaud Vézirian, journaliste sportif (saison 1)

## Critiques
Une partie de la presse critique le choix de certains thèmes abordés durant l'émission, dénonçant « une succession de débats surréalistes et de questions jugées absurdes », faisant notamment référence au débat du 13 octobre 2018 qui a suscité la polémique : « Pour ou contre l'IVG ? ». Certains médias jugent que « les façons dont sont posées les questions sur des sujets graves et sérieux sont très maladroites et évoquées de manière légère ». Lors de ce débat sur l'avortement, les propos des anti-IVG ont énormément fait réagir les internautes et la presse. Marlène Schiappa, secrétaire d'État chargée de l'égalité entre les hommes et les femmes, a réagi sur les réseaux sociaux en rappelant que l’entrave à l’interruption volontaire de grossesse est un délit puni par la loi.